# Achomi
L’Achomi (ou Khodmoni) est la langue des peuples Achomi du sud de la province du Fars, de la province de Kerman, de la partie orientale de la province de Bouchehr et partout dans l'Hormozgan. C'est également la langue indigène des peuples non arabes des autres pays du golfe Persique.
La langue achomi est très proche de la langue Parthe (langue) et appartient à la famille des langues indo-européennes, à la branche des langues indo-iraniennes et à la sous-branche des langues iraniennes occidentales,.